# Constituição do Estado de Rondônia
A Constituição do Estado de Rondônia  é a Lei estadual fundamental que rege o estado brasileiro de Rondônia, conforme os princípios da Constituição Federal do Brasil..

## História
A constituição foi criada pelos deputados da Assembleia Estadual Constituinte, em 1989, e foi promulgada pela Assembleia Estadual Constituinte no dia  28 de setembro de 1989.

## Preâmbulo
| “ | Os Deputados Constituintes do Estado de Rondônia, afirmando o propósito de assegurar os princípios de liberdade e justiça, de favorecer o progresso sócio-econômico e cultural, estabelecer o exercício dos direitos sociais e individuais, o império da lei, com fundamento nas tradições nacionais, estimulando os ideais de liberdade, de segurança, bem estar, igualdade e fraternidade, como valores supremos de uma sociedade pluralista e sem preconceitos, promulgam, sob a proteção de Deus, a seguinte CONSTITUIÇÃO DO ESTADO DE RONDÔNIA". | ” |

## Deputados constituintes
A Assembleia Constituinte Estadual de Rondônia de 1989 teve os seguintes deputados:
- Oswaldo Piana, Presidente
- Acelino Luiz Marcon 1º Vice-Presidente
- Edison Fidelis de Souza*2º Vice-Presidente
- Reditario Cassol, 1º Secretário
- Silvernani César dos Santos, 2º Secretário
- Heitor Luiz da Costa Júnior, 3º Secretário
- Neri Firigolo, 4º Secretário
- Amizael Gomes da Silva, Relator Geral
- José Rodrigues do Prado, Presidente da Comissão de Sistematização
- Álvaro Lustosa Pires
- Antônio Geraldo da Silva
- Genival Nunes da Silva
- Geraldo Roque de Lima
- Haroldo Franklin dos Santos
- João Batista de Lima
- Lourival Siqueira da Silva
- Luiz Gonzaga da Costa
- Odaísa Fernandes Ferreira
- Osmar Costa de Vilhena
- Pedro Kemper
- Rigomero de Costa Agra
- Sadraque Muniz
- Sandi Calistro de Souza
- Vicente Homem Sobrinho.